# Ubbalt
Ubbalt este o arie protejată (arie specială de conservare — SAC, sit de importanță comunitară — SCI) din Suedia întinsă pe o suprafață de 81,4 ha, integral pe uscat.

## Localizare
Centrul sitului Ubbalt este situat la coordonatele 56°20′58″N 13°41′25″E / 56.3495°N 13.6904°E.

## Înființare
Situl Ubbalt a fost declarat sit de importanță comunitară în decembrie 1995 pentru a proteja 1 specie de plante. Situl a fost protejat și ca arie specială de conservare în martie 2011.

## Biodiversitate
Situată în ecoregiunea continentală, aria protejată conține 4 habitate naturale: Ape stătătoare oligotrofe până la mezotrofe, cu vegetație de Littorelletea uniflorae și/sau de Isoëto-Nanojuncetea, Păduri de fag Luzulo-Fagetum, Mlaștini împădurite, Taiga vestică.
La baza desemnării sitului se află o specie protejată de  plante: Dichelyma capillaceum.